# Will Sanders

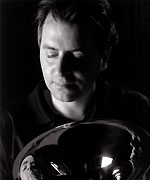
Will Sanders

Will Sanders (* 1965 in Venlo) ist ein niederländischer Hornist und Hochschullehrer.

## Leben und Wirken
Er erhielt seine musikalische Ausbildung in Maastricht bei Erich Penzel, wo er sein Studium 1988 mit Auszeichnung abschloss. Noch während seines Studiums wurde er 1985 Mitglied im Europäischen Jugendorchester (Leitung Claudio Abbado). Ein Jahr später wurde er stellvertretender Solo-Hornist im Orchester des Nationaltheaters Mannheim und 1988 Solo-Hornist im Sinfonieorchester des Südwestfunks Baden-Baden. 1990 wechselte er in gleicher Position zum Symphonieorchester des Bayerischen Rundfunks. Von 1992 bis 1997 war er Solo-Hornist bei den Bayreuther Festspielen. 
Sanders hat bisher mit allen namhaften Dirigenten der heutigen Zeit zusammengearbeitet und in den meisten führenden Orchestern Deutschlands sowie bei den Wiener Philharmonikern Gastspiele gegeben.
Neben seiner Orchestertätigkeit hat er mehrerer CDs und Rundfunkaufnahmen eingespielt und ist häufig als Solist international wie auch als Mitglied verschiedener Kammermusikensembles, wie German Brass, Linos Ensemble, Mullova Ensemble und Wind Art Ensemble aufgetreten.
Er gab internationale Hornworkshops und Kurse in den Vereinigten Staaten, in Japan, Korea, Australien, Italien, Spanien, den Niederlanden, Schweiz u. a.
Ab 1995 unterrichtete er zusammen mit Erich Penzel die Hornklasse an der Musikhochschule Maastricht (Niederlande). 2000 wurde er als Professor für Horn an die Hochschule für Musik Karlsruhe berufen.

## Auszeichnungen
- 1988: Henriette Hustinxprijzen der Hustinx-Stiftung[2]

## Belege
1. ↑  Classical Horn: Will Sanders, Conservatorium Maastricht, abgerufen am 26. August 2019.
2. ↑  Henriette Hustinxprijzen, abgerufen am 26. August 2019.

| Personendaten    | Personendaten                                |
| ---------------- | -------------------------------------------- |
| NAME             | Sanders, Will                                |
| KURZBESCHREIBUNG | niederländischer Hornist und Hochschullehrer |
| GEBURTSDATUM     | 1965                                         |
| GEBURTSORT       | Venlo, Niederlande                           |